# Джаманкул
Джаманку́л (кабард.-черк. Жэмэнкъул) — река в республике Кабардино-Балкария. Протекает по территории Зольского района. Устье реки находится в 134 км по правому берегу реки Малка. Длина реки составляет 16 км, площадь водосборного бассейна 49,3 км².

## География
Река Джаманкул берёт своё начало с северного склона горы Экипцоко и течёт в северном направлении до села Каменномостское, где она впадает в реку Малка.
Недалеко от устья реки Джаманкул, с правой стороны находятся карстовые озёра — Шадхурей.

## Данные водного реестра
По данным государственного водного реестра России относится к Западно-Каспийскому бассейновому округу, водохозяйственный участок реки — Малка от истока до Кура-Марьинского канала. Речной бассейн реки — Реки бассейна Каспийского моря междуречья Терека и Волги.
Код объекта в государственном водном реестре — 07020000512108200004224.